# Anasol
Ana Sol Escobar (Buenos Aires, 5 de noviembre de 1976) primero conocida como Anasol y más recientemente como Sol Escobar es una cantautora, actriz y productora colombiana nacida en Argentina.

## Biografía
Sol Escobar nació en Buenos Aires, Argentina. Aunque ha vivido mayormente en Colombia y su familia es colombiana. Anasol, pasó gran parte de su niñez y parte de su adolescencia por fuera, destacándose en la danza en España y en Estados Unidos a nivel de concursos internos de colegios en donde hizo sus primeros pasos como artista. Para graduarse en Cali, teniendo ya experiencia en musicales como protagonista a nivel local. 

### Carrera musical
Ana Sol Escobar comienza su carrera musical en 1999 con el lanzamiento de su primer disco, Escorpión de Primavera, álbum que logró ocupar el primer lugar en la radio en Colombia con la canción "Pensando en Desorden" y que le dio reconocimiento a nivel nacional. En 2002, Sony le hace una oferta a su primer sello Pato Records, para lanzar un segundo disco con canciones también compuestas por ella como "Sin Miedo a Caer", canción que también ocupa los primeros lugares de la radio nacional.
En 2005 lanza desde Los Ángeles su tercer disco, Anasol para el mercado latino de ese país, México, Puerto Rico y algunos países latinos. Logrando estar su canción "Sentimiento" en el puesto 31 en el conteo de canciones más populares en Estados Unidos, publicados por la revista Billboard. Anasol, es también nominada a los premios más vistos por latinos en Los Estados Unidos: Los Premios lo nuestro, con su video "Nace".
En 2010, es la voz de Coca Cola para Colombia y protagoniza una novela musical llamada Yo no te pido la luna de Caracol. En 2012 viaja a España a formarse en escritura de guion para cine y televisión. 

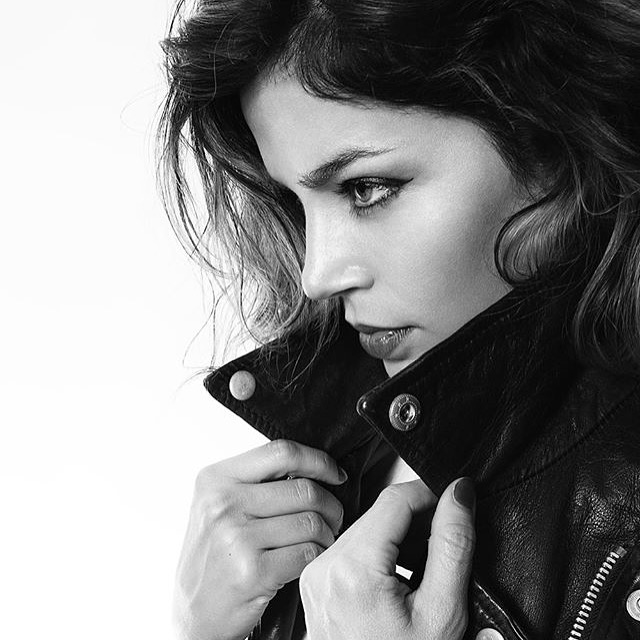
Anasol.

En 2013, es protagonista de 13 Sueños, obra dirigida por Laura Villegas, que rompe con los esquemas teatrales tradicionales y logra con una propuesta plástica ambiciosa, impactar al público bogotano, para luego ir junto a la obra a Brasil el año siguiente a participar de manera muy exitosa en el festival Mirada. En 2015, hace parte del elenco de artistas del festival iberoaméricano de teatro de Bogotá, uno de los festivales de teatro más prestigiosos del mundo con la obra musical Romeo y Julieta y al final de este mismo año, es protagonista de la obra de teatro de Jorge Alí Triana, Pantaleón y las visitadoras, adaptación para teatro del prestigioso escritor peruano Mario Vargas Llosa.
Anasol cantó por la paz en Colombia a nivel nacional el día en que el presidente de este país queda electo por segunda vez, esta presentación la hizo junto a Fredy Acosta, James Fiorentino y Julio Monroy en 2014. También compuso e interpretó la canción que llama a la desmovilización pacífica a los guerrilleros de las FARC, en la campaña nacional de estímulo a estas iniciativas de acción pacífica.
Anasol, quien ahora, usa más su segundo nombre Sol, se encuentra preparando su cuarto disco y propuesta visual, que, luego de la experiencia que le ha dado el teatro, será seguramente, fuera de lo convencional y con algún énfasis social.
Actualmente vive en Barcelona.
Anasol vuelve a la música desde España, con su disco “La Dama Oscura”, producido y compuesto por ella misma. Este álbum entre los favoritos de Bunbury de 2018 la ha llevado a ser invitada a festivals importantes como el Womad en Las Palmas de Gran Canaria, el Jardín de Pedralves en Barcelona, el Jardín Botánico en Madrid, el Russafart en Valencia, el Mas i Mas en Barcelona y el festival América Late en Casa América de Madrid y el LAMC en New York, entre otros. Este disco sale con La Cúpula Music bajo la producción ejecutiva de Nacho Moltó.

## Filmografía

### Televisión
| Año  | Título                | Personaje              | Cadena             |
| ---- | --------------------- | ---------------------- | ------------------ |
| 2015 | Esmeraldas            | Lucía "Flor del Valle" | Caracol Televisión |
| 2014 | Comando Élite         | Lucía                  | RCN Televisión     |
| 2014 | El corazón del océano | Abana                  | Antena 3           |
| 2010 | Yo no te pido la luna | Juanita Roman          | Caracol Televisión |
| 2004 | Rebelde               | Ella misma             | Las Estrellas      |
| 1999 | Yo soy Betty, la fea  | Ella misma             | RCN Televisión     |

## Cine
| Año  | Título     | Autora Canción        | Nota |
| ---- | ---------- | --------------------- | ---- |
| 2000 | Kalibre 35 | "Pasión por un Sueño" |      |

| Año  | Título | Autora Canción | Nota |
| ---- | ------ | -------------- | ---- |
| 2022 | Brizna | "Ese Amor"     |      |

## Discografía
- 1999ː Escorpión de primavera
- 2002ː Astros
- 2005ː Anasol
- 2018ː La Dama Oscura[11][12]